# Ребке
Ребке (њем. Räbke) општина је у њемачкој савезној држави Доња Саксонија. Једно је од 26 општинских средишта округа Хелмштет. Према процјени из 2010. у општини је живјело 684 становника. Посједује регионалну шифру (AGS) 3154017.

## Географски и демографски подаци
Ребке се налази у савезној држави Доња Саксонија у округу Хелмштет. Општина се налази на надморској висини од 134 метра. Површина општине износи 11,4 km². У самом мјесту је, према процјени из 2010. године, живјело 684 становника. Просјечна густина становништва износи 60 становника/km².